# Lina Mangiacapre

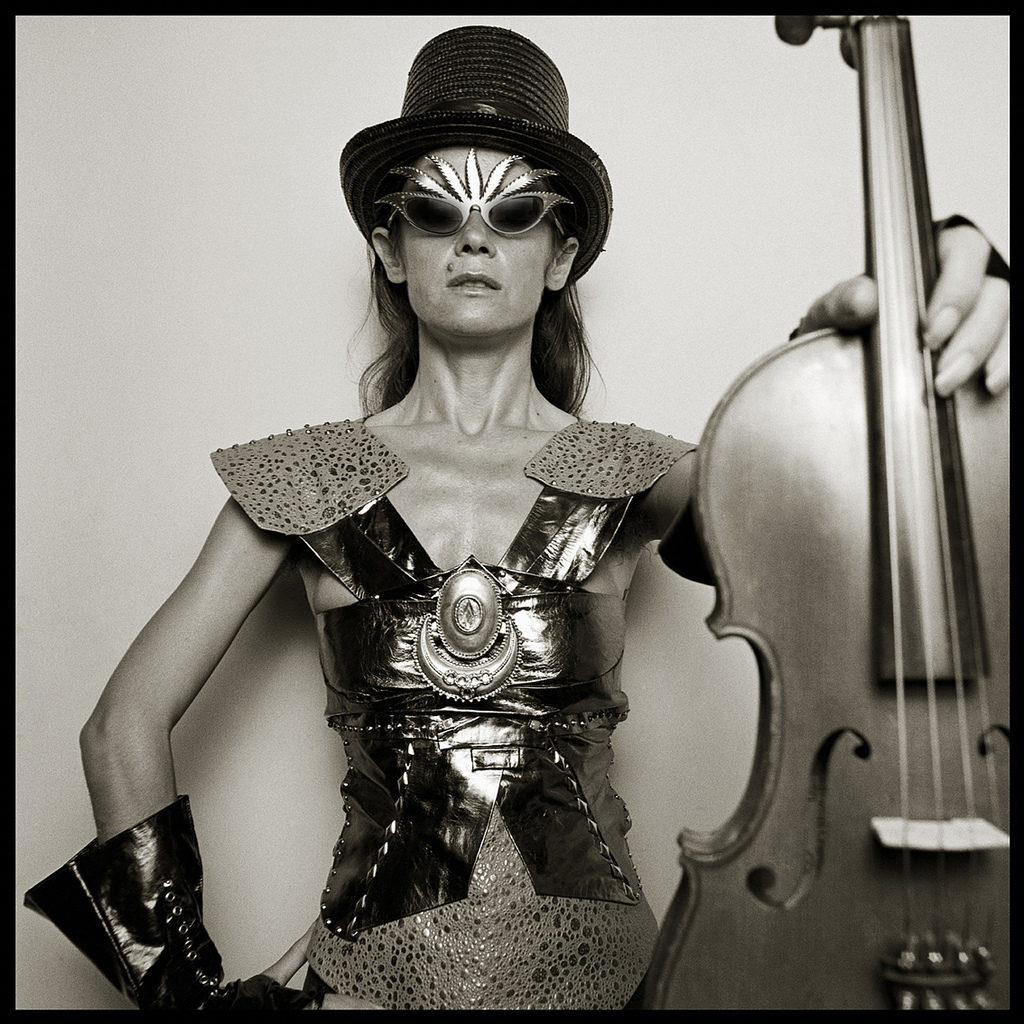
Porträt von Lina Mangiacapre, Fotografie von Augusto De Luca, 1987

Lina Mangiacapre (eigentlich Carmela Mangiacapre; * 1946 in Neapel; † 23. Mai 2002 ebenda) war eine italienische Künstlerin.

## Leben
Mangiacapre studierte Philosophie und arbeitete als Journalistin (Herausgeberin des dreimal jährlich erscheinenden „Manifesta“), Autorin, Musikerin und Malerin (als solche zeichnete sie mit Màlina). Sie gründete 1970 den feministischen Literaturkreis Nemesiache in Neapel und initiierte sechs Jahre später das „Cinema delle Donne“ in Sorrent. 1987 rief sie den Filmpreis „Elvira Notari“ ins Leben, der beim Filmfestival Venedig verliehen wird und seit 2003 nach ihr benannt ist. Ihre drei Filme, bei denen sie alle wichtigen Funktionen übernahm, entstanden unabhängig von der italienischen Filmindustrie und waren in kommunalen Kinos und auf Festivals zu sehen.

## Filmografie
- 1986: Didone non è morto
- 1991: Faust Fausta
- 1994: Donne di cuoro